# Rosa Serrano i Llàcer
Rosa Serrano i Llàcer   (Paiporta, 5 de juny de 1945) és una escriptora de narrativa infantil, traductora i editora valenciana, que s'ha destacat pel seu compromís cultural en favor del valencià. Publicà inicialment amb el pseudònim Blanca Cassany.

## Biografia
Va nàixer al poble de Paiporta, a l'Horta Sud, encara que des de l'any 1953 es va traslladar a viure amb la seua família a la ciutat de València on va estudiar als Escolapis, a la Gran Via de Ferran el Catòlic. La seua adolescència va estar vinculada al moviment d'escoltisme valencià, pertanyia al grup III amb seu a la Casa dels Obrers, al carrer de Cavallers.
| «                                                 | Des de molt menuda, llegir i escriure han estat la meua passió. M'era com fotografiar millor el moment. Em resultava una ajuda per a recordar i unes ales meravelloses per a crear, per a inventar. | » |
| — Rosa Serrano, Les petjades del temps : memòries | |   |

En 1964 va començar a estudiar Filosofia i Lletres a la Universitat de València i el seu interés per estudiar francés la va dur a fer estades a Brussel·les i París, en este últim cas en diverses ocasions. Els anys d'estudi a la Universitat de València van ser actius, intensos i reivindicatius. L'any 1968 es va traure el títol de professora de francés després d'examinar-se a Madrid. El 30 de juliol de 1968 es va casar amb Ernest Sena junt al qual es va instal·lar a viure a Barcelona on va exercir de professora de francés al Col·legi de les Escolàpies del carrer de Roger de Llúria i on també va reprendre els estudis per a llicenciar-se finalment en Pedagogia en la Universitat de Barcelona. A Barcelona va connectar amb el Moviment de Renovació Pedagògica.
El 30 de juliol de 1974, es va instal·lar de nou junt a la seua família a la ciutat de València. L'any 1975 fou una de les fundadores de l'Escola La Gavina, junt a Teresa Hermoso, Maria Dolores Aparici, Calixte Juan, Llorenç Giménez, Albert Sansano, Flora Sánchez, Rosa Aranda i Mario Máñez. Naixia una escola pionera en l'ensenyament en català al País Valencià, una escola de renovació pedagògica en valencià on va treballar de mestra de llengua i de bibliotecària.

## Escriptora i editora
Va ser l'encarregada de fer l'adaptació infantil de les Rondalles Valencianes d'Enric Valor amb el vistiplau del recopilador valencià junt al qual va estar treballant per a adaptar-les i finalment ser publicades l'any 1985 per l'editorial Gregal.
En referència a Enric Valor: 
| «                                                 | Per a mi va ser el meu mestre, la persona que m'explicava el País Valencià i em va fer estimar el paisatge. Portava el paisatge al cor, en la ment, en la memòria... | » |
| — Rosa Serrano, Les petjades del temps : memòries | |   |

L'any 1990 va posar en marxa, junt amb altres companys i companyes, Tàndem Edicions, una editorial en valencià adreçada als lectors infantils, pensada en el seu inici per a un sector que en aquell moment no tenia oferta literària en valencià, les criatures de 3, 4 i 5 anys. Els primers anys va destacar per la publicació de narrativa infantil i juvenil, així com materials per a l'ensenyament del valencià, d'entre les col·leccions més destacades ha estat «La Rateta Marieta» que ha arribat a tindre 48 títols.
Tanmateix destaca el seu treball editorial dirigit a lectors adults com ara la col·lecció dedicada a converses «Tàndem de la memòria». Va ser l'editora dins de Tàndem Edicions de les novel·les de l'escriptor Enric Valor com «L'ambició d'Aleix», «Narracions perennes» i el «Cicle de Cassana» i va contribuir a popularitzar i a convertir en un referent a Enric Valor amb una intensa campanya de difusió.
Va ser membre fundadora de l'Associació d'Editors del País Valencià i la seua presidenta en diverses ocasions. Membre del Consell Valencià de Cultura entre els anys 1998 i 2002. És autora d'una vintena de títols de narrativa infantil i juvenil, llibres de text i divulgació lingüística. Com a autora ha col·laborat amb la publicació d'articles o de contes a diverses revistes, com ara Faristol, Saó, Clij o Camacuc.
Entre altres premis, va rebre el premi Isabel de Villena (1999) el premi Fundació Bromera (2007) i el premi Vicent Ventura (2011). El 2019 l'Acadèmia Valenciana de la Llengua va reconèixer la seua tasca amb la màxima distinció acadèmica, destacant la seua contribució a la creació d'aquesta institució. Rebé al 2019 La Alta Distinció de la Generalitat Valenciana per la seua labor cultural a favor de la llengua valenciana.
El mes de maig de 2012 es va jubilar als 67 anys després de dirigir Tàndem Edicions durant 22 anys.

## Obra
Rosa Serrano ha escrit les següents obres:
- La paraula és una aventura (1981)
- Hola i adéu, Júlia (1985)
- Ma casa (1985)
- David està malalt (1988)
- Noves lectures de les Rondalles d'Enric Valor (1989)
- Viatge (1990)
- La domadora de somnis (1990)
- Papers secrets (1991)
- Amanida de bruixes (1994)
- El vell mariner (1999)
- Paraules de vidre (2000)
- Converses amb un senyor escriptor (1995)
- Les petjades del temps (Balandra, 2019)

## Premis i reconeixements
- 2019 Alta Distinció de la Generalitat Valenciana als Premis 9 d'octubre[11][12][13]
- 2019 Medalla d'Honor de l'Acadèmia Valenciana de la Llengua[12][14]
- 2019 Premi Valenciana de l'Any concedit per la Fundació Huguet de Castelló[15][12]
- 2019 Premi Trajectòria Editorial dels Premis Plaça del Llibre concedit per la Fundació Full[16][12]
- 2018 Premi Valencià de l'Any de la Fundació Huguet[17]
- 2017 Premi Foment de la Lectura concedit per la Fundació Bromera[18][12]
- 2014 Premi d'Actuació Cívica concedit per la Fundació Lluís Carulla[19][12]
- 2011 Premi Vicent Ventura[20][12]
- 1999 Premi Sor Isabel de Villena concedit per l'Ajuntament d'Alboraia[21][12]
- 1998 Porrot d'Honor de les Lletres Valencianes concedit per l'Ajuntament de Silla[22][12]